# Peucedanum ostruthium

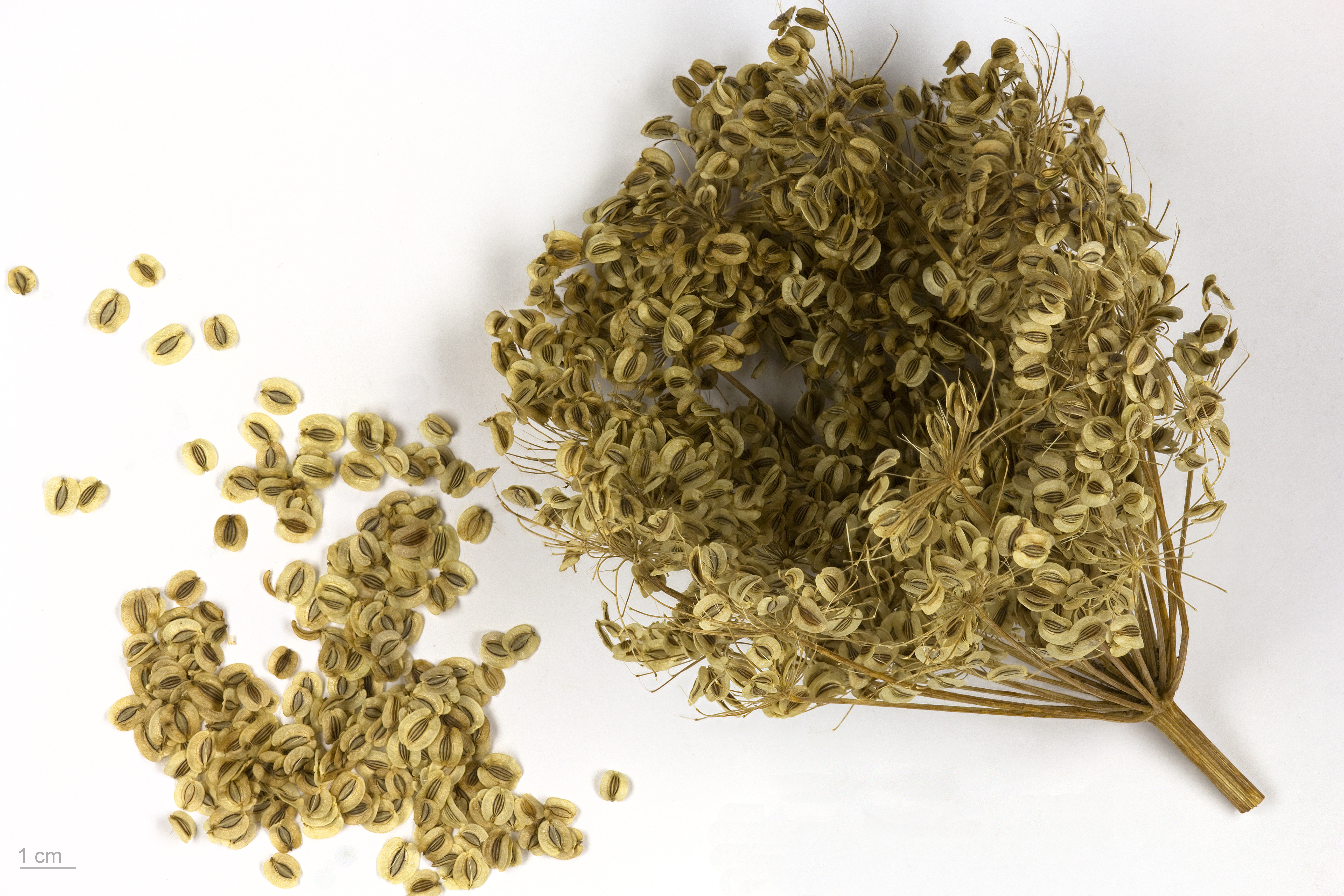
Peucedanum ostruthium

Peucedanum ostruthium là một loài thực vật có hoa trong họ Hoa tán. Loài này được (L.) W. Koch miêu tả khoa học đầu tiên năm 1824.

## Hình ảnh

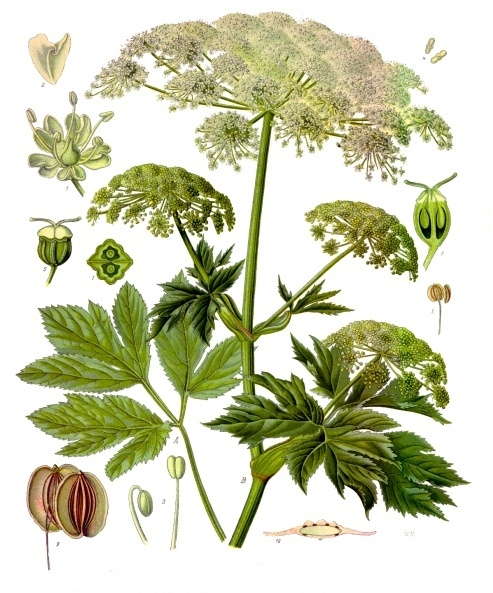
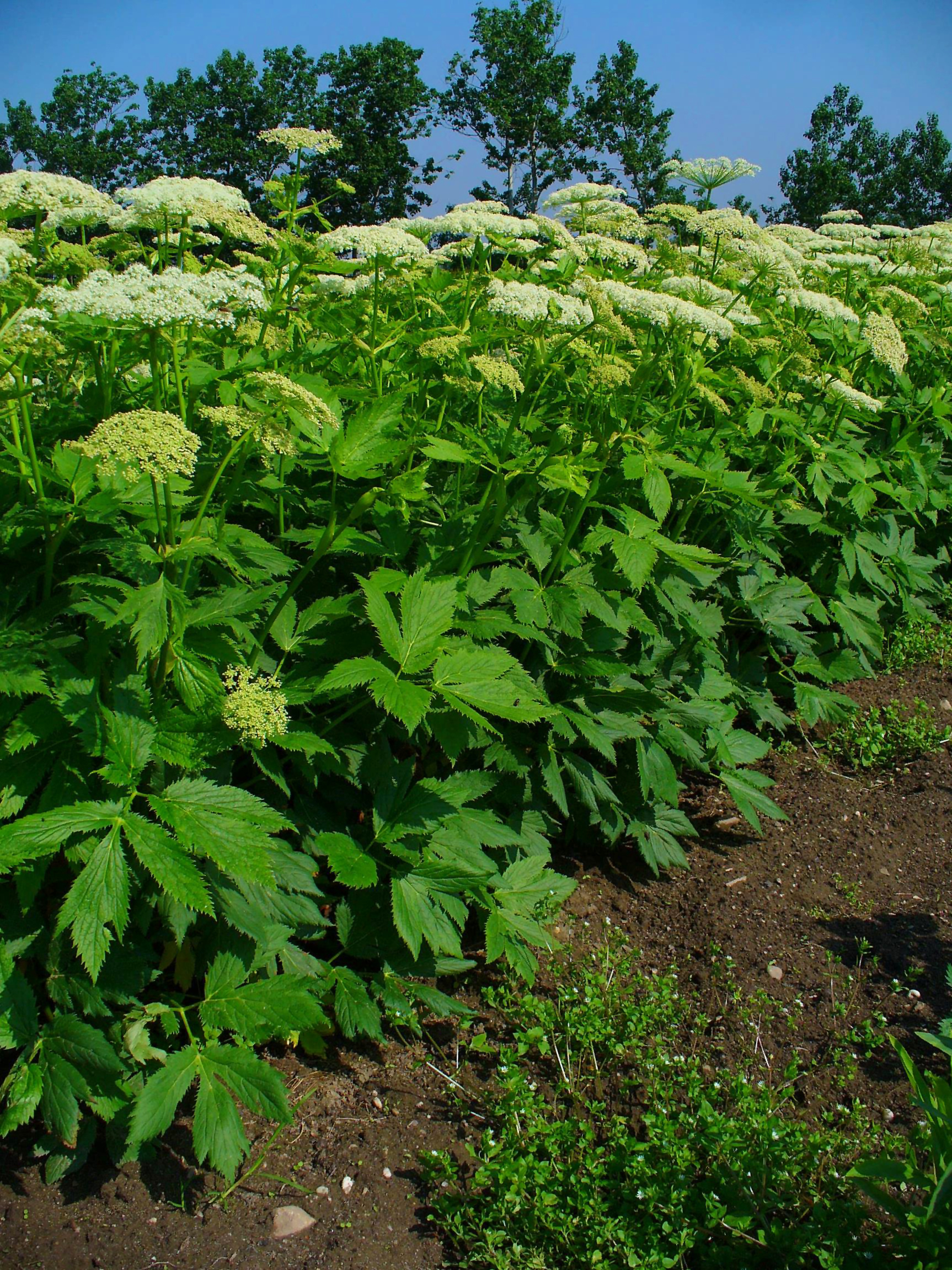
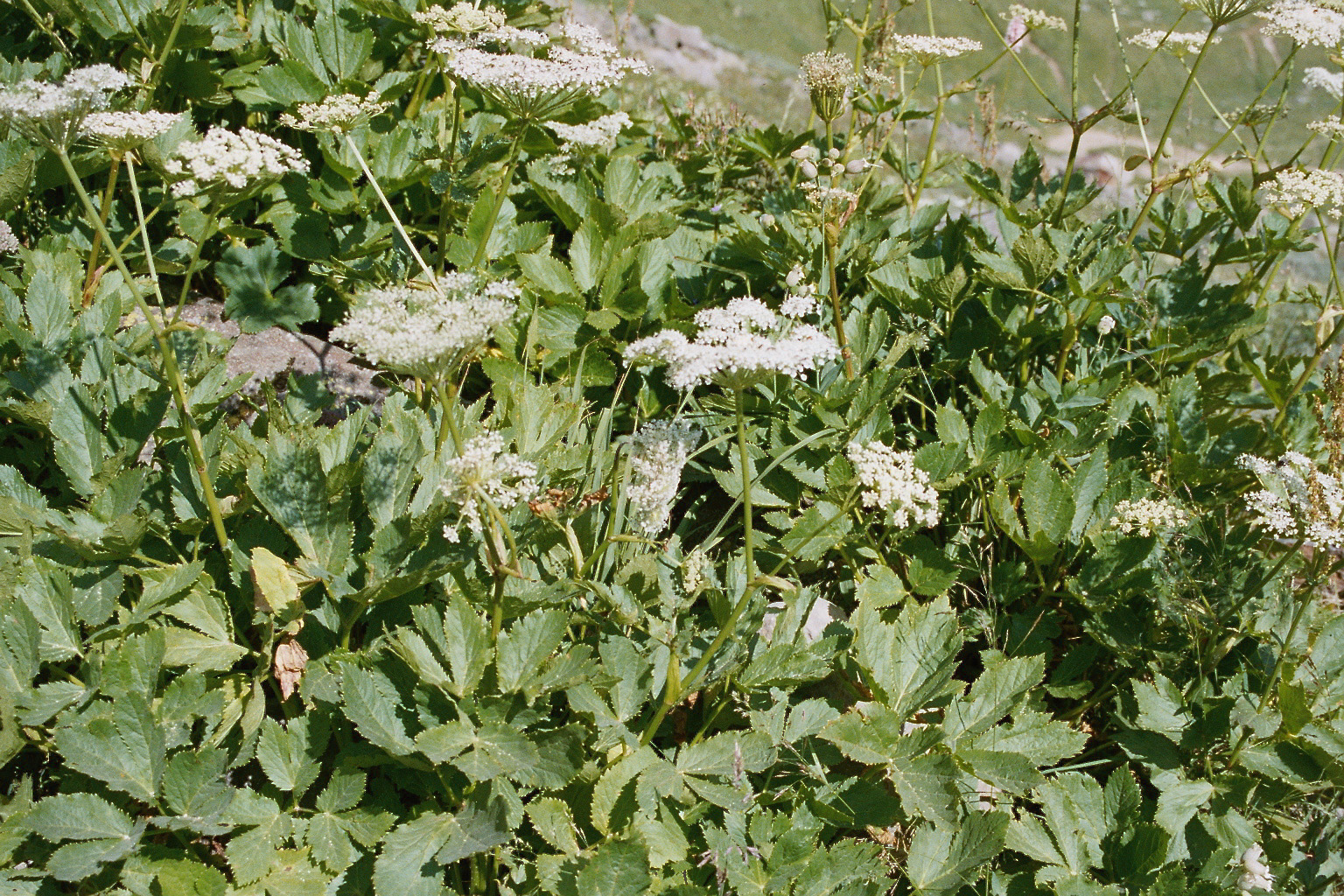
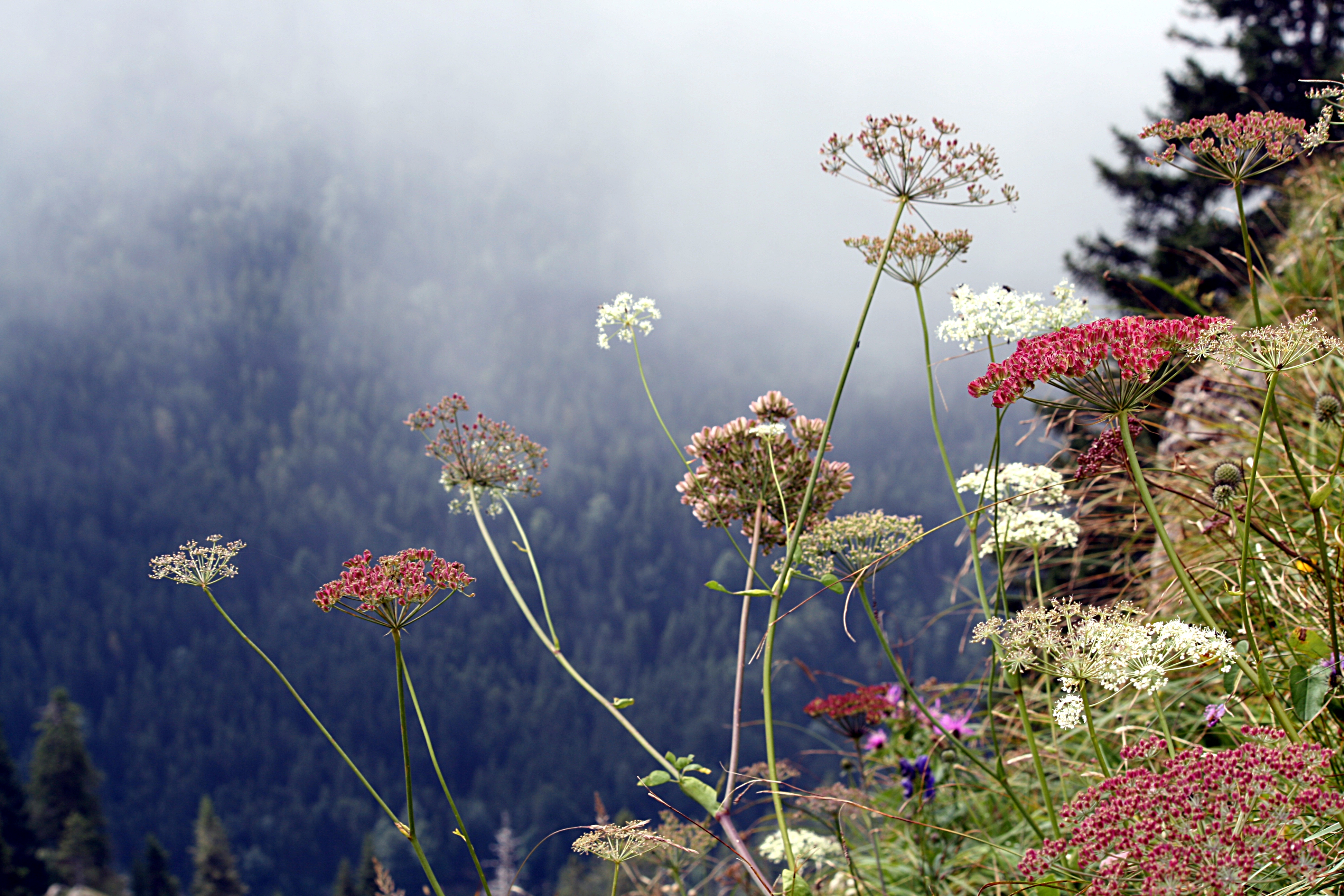